# Åsa Melldahl
Åsa Margareta Branting Melldahl, född 8 maj 1951 i Munkfors, är en svensk regissör, skådespelare, manusförfattare och dramaturg.

## Biografi
Melldahl studerade först vid Skara Skolscen. Hon fortsatte därefter vid Statens scenskola i Malmö, där hon utexaminerades 1974.
Därefter arbetade hon som skådespelare på Riksteatern och Unga Klara, innan hon inledde sin karriär på Musikteatergruppen, 1981. 
Efter några år som regissör på bland annat Riksteatern och Boulevardteatern debuterade hon 1988 som operaregissör med Jonas Forssells Hästen och gossen på Norrlandsoperan. Sedan dess har hon gjort ett femtiotal föreställningar. Lika många operor och musikaler som teaterföreställningar. Bland operaföreställningarna finns åtta nyskrivna verk, varav fem i samarbete med tonsättaren Jonas Forssell. 1995–2000 var Melldahl chef för Radioteatern, Sveriges radio där hon fortsatte regissera och dramatisera till 2016. Melldahl har regisserat på de flesta stora teater- och operascenerna i Sverige, som till exempel Kungliga Operan, Göteborgsoperan, Drottningholms Slottsteater, Dramaten, Göteborg stadsteater och Malmö Opera. Bland hennes mer uppmärksammade uppsättningar märks till exempel Köpenhamn (2000) och William Shakespeares Trettondagsafton (2015) på Dramaten, Höstsonaten (2014) och Utrensning (2011) på Stockholms Stadsteater samt operauppsättningen En midsommarnattsdröm (2013) på Läckö slott.

## Filmografi roller
- 1973 – Om 7 flickor
- 1978 – Peters baby (TV-serie)

## Teater

### Roller (ej komplett)
| År   | Roll                  | Produktion                                  | Regi             | Teater                 |
| ---- | --------------------- | ------------------------------------------- | ---------------- | ---------------------- |
| 1978 | Medverkande           | Klass 6D Sverige Världen Siv Widerberg      | Finn Poulsen     | Stockholms stadsteater |
| 1978 | Per-Erik/Hunden/m.fl. | Barnen från Frostmofjället Laura Fitinghoff | Suzanne Osten    | Stockholms stadsteater |
| 1979 | Medverkande           | Våldsam kärlek Märta Tikkanen               | Judith Hollander | Stockholms stadsteater |
| 1979 | Maggan                | En doft av honung Shelagh Delaney           | Per Lysander     | Stockholms stadsteater |

### Regi (ej komplett)
| År   | Produktion | Upphovsmän                                                           | Teater                 |
| ---- | --- | -------------------------------------------------------------------- | ---------------------- |
| 1986 | Ballad om en skärbräda                                                                                         | Staffan Göthe                                                        | Riksteatern            |
| 1989 | Den fördömda maktlystnaden, eller Den förförde Claudius Die verdammte Staat-Sucht, oder Der verführte Claudius | Reinhard Keiser Översättning Iwar Bergkwist                          | Vadstena-Akademien     |
| 1990 | Gudar på äventyr                                                                                               |                                                                      | Jordcirkus             |
| 1991 | Den perfekta kyssen                                                                                            | Staffan Göthe                                                        | Angereds teater        |
| 1993 | Così fan tutte                                                                                                 | Wolfgang Amadeus Mozart och Lorenzo Da Ponte                         | Malmö musikteater      |
| 1995 | Cyrano | Sebastian, Pierre Westerdahl och Fleming Enevold                     | Oscarsteatern          |
| 2000 | En doft av honung A Taste of Honey                                                                             | Shelagh Delaney                                                      | Stockholms stadsteater |
| 2000 | Tartuffe Tartuffe, ou l'Imposteur                                                                              | Molière                                                              | Dramaten               |
| 2001 | Carmen | Georges Bizet                                                        | Stockholms stadsteater |
| 2002 | Tolvskillingsoperan Die Dreigroschenoper                                                                       | Bertolt Brecht och Kurt Weill Översättning Sven Hugo Persson         | Östgötateatern         |
| 2003 | Allt eller inget The Full Monty                                                                                | Terrence McNally och David Yazbek Översättning Sven Hugo Persson     | Göteborgs stadsteater  |
| 2005 | South Pacific                                                                                                  | Richard Rodgers och Oscar Hammerstein Översättning Sven Hugo Persson | Malmö Opera            |
| 2011 | Utrensning Puhdistus                                                                                           | Sofi Oksanen                                                         | Stockholms stadsteater |
| 2014 | Rebecca | Sylvester Levay och Michael Kunze Översättning Eva Åkerberg          | Malmö Opera            |
| 2014 | Höstsonaten | Ingmar Bergman                                                       | Stockholms stadsteater |
| 2015 | Trettondagsafton Twelfth Night, or What You Will                                                               | William Shakespeare                                                  | Dramaten               |